# Monument laagste punt van Nederland

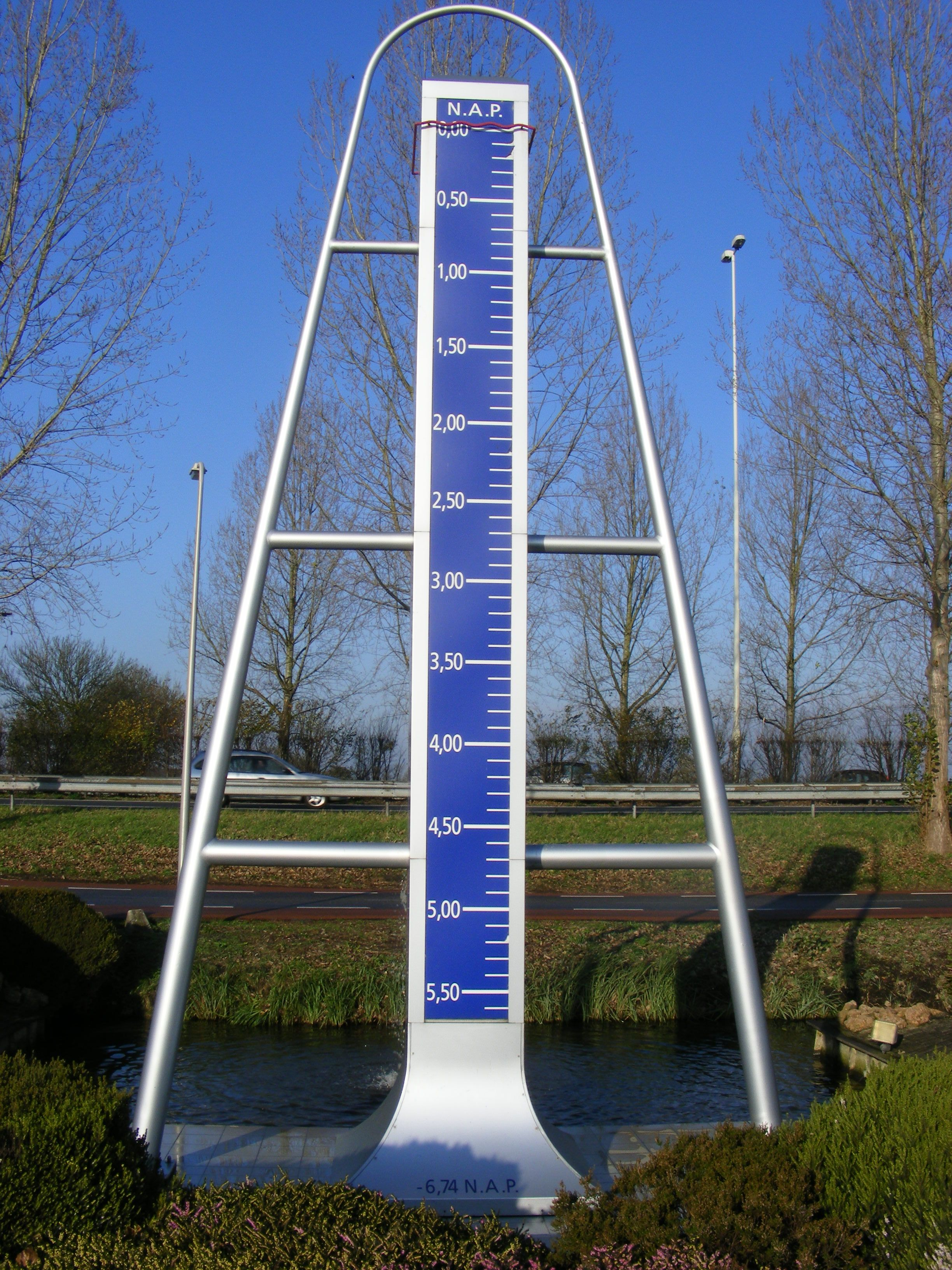
Het monument, met op de achtergrond de A20

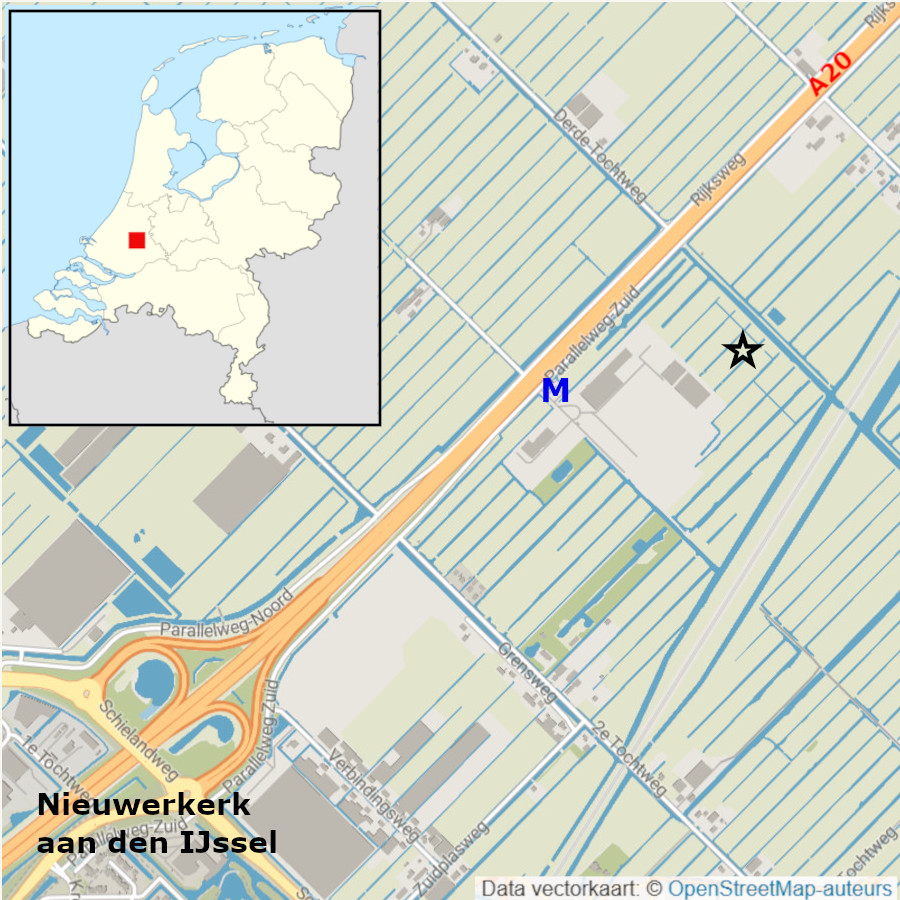
Locatiekaart
☆ = Laagste punt van Nederland
Monument

Het monument laagste punt van Nederland is een monument ter accentuering van het laagste punt van Nederland.
Het monument staat aan de Parallelweg Zuid tussen Nieuwerkerk aan den IJssel en Moordrecht langs de snelweg A20, ongeveer 400 meter ten westen van het laagste punt van Nederland. Het is uitgevoerd als een zeven meter hoge, blauwe peilschaal met aan beide zijden een schaalverdeling, vervat in een naar boven spits toelopend aluminium frame. Het geheel is op een vlonder in het water geplaatst. De voet van het monument draagt het opschrift -6,74 N.A.P. en stemt overeen met het niveau van het laagste punt van Nederland.

## Totstandkoming
In september 1986 werden door de Meetkundige Dienst van Rijkswaterstaat de plaats en hoogte van het laagste punt van Nederland gemeten. Dat lag in een weiland in de toenmalige gemeente Nieuwerkerk aan den IJssel op een hoogte van 6,74 meter onder NAP.
De gemeente Nieuwerkerk aan den IJssel wilde aan automobielbedrijf Van Vliet, dat vlak bij dit punt is gevestigd, een kunstwerk schenken om het laagste punt van Nederland te accentueren. Dit plan werd echter in de ijskast gezet, toen er meer laagste punten leken te zijn. Ook de gemeente Waddinxveen, de Rotterdamse deelgemeenten Prins Alexander en Kralingen-Crooswijk claimden het laagste punt van Nederland binnen hun gemeente te hebben.
Aan het meningsverschil kwam een einde toen de Meetkundige Dienst van Rijkswaterstaat op 29 juni 1995 bekend maakte aan welke criteria het laagste punt moest voldoen. De locatie bij Nieuwerkerk aan den IJssel voldeed aan de gestelde criteria en kreeg officieel het predikaat 'laagste punt van Nederland'.
Ter gelegenheid van de opening van de nieuwe showroom nam de eigenaar van het automobielbedrijf Van Vliet het initiatief tot oprichting van een monument voor het laagste punt van Nederland bij de ingang van zijn bedrijf. Het ontwerp was van A.P. Looye, hoofd technische dienst bouw- en milieuzaken van het bedrijf. De gemeente kreeg het monument als cadeau aangeboden, maar accepteerde de gift niet om de schijn van belangenverstrengeling te voorkomen.
Op 18 april 1998 werd het monument onthuld door de toenmalige commissaris van de Koningin van de provincie Zuid-Holland, Joan Leemhuis-Stout.

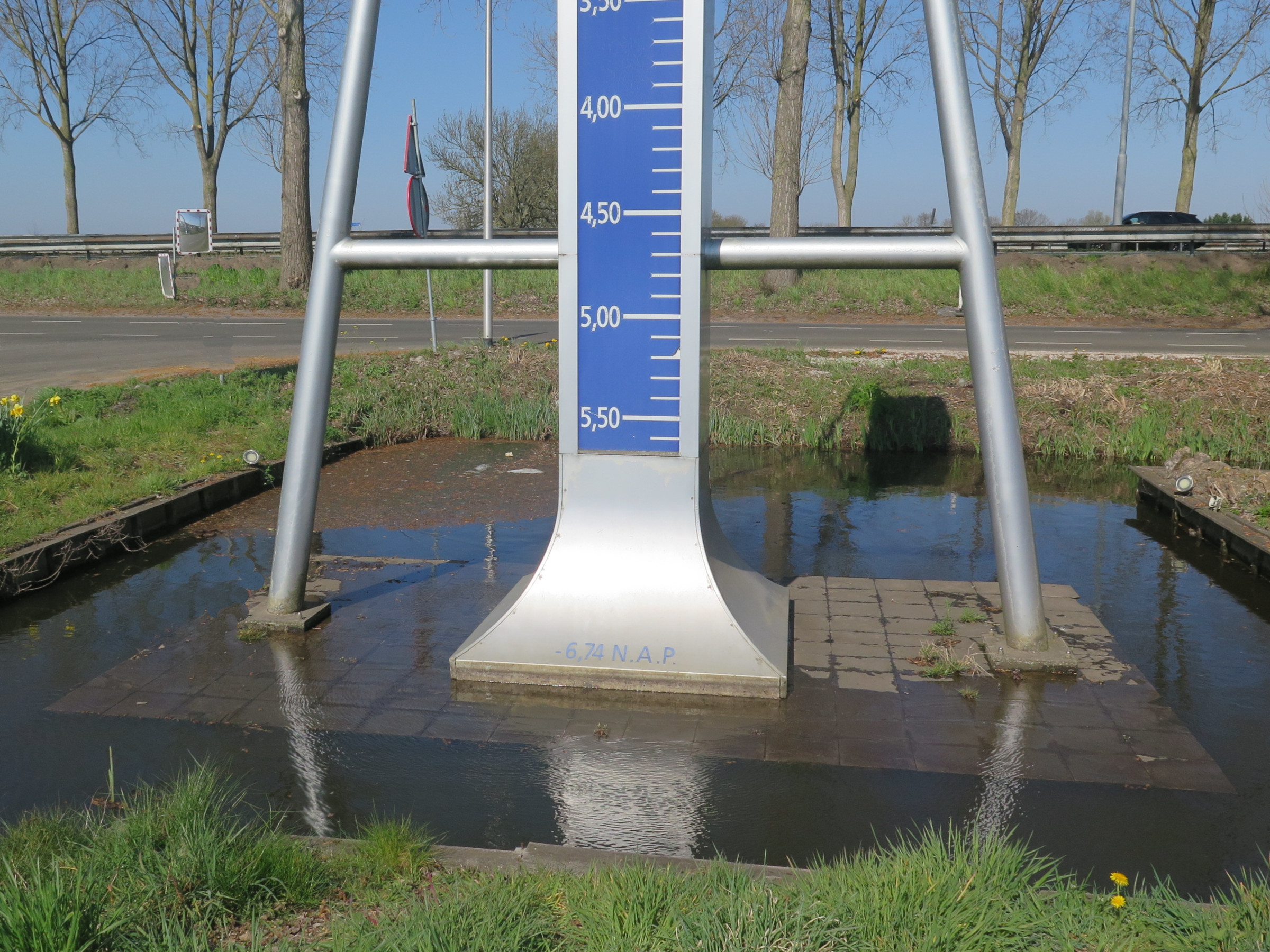
Voet met de NAP-hoogte van het laagste punt anno 1998

## NAP-hoogte laagste punt
De voet van het monument geeft de NAP-hoogte van het laagste punt van Nederland anno 1998: 6,74 meter onder NAP.
Deze hoogte is gemeten in 1986.
Begin 2005 heeft er een zogenoemde NAP-correctie plaatsgevonden. In de omgeving van het laagste punt moesten de NAP-hoogtes 2 cm naar beneden worden bijgesteld.
Eind 2017 heeft Rijkswaterstaat de NAP-hoogte van het laagste punt opnieuw bepaald. Het laagste punt van Nederland ligt sindsdien op 6,78 m onder
NAP.